# 戈佐国
戈佐国（義大利語：La Nazione Gozitana），通称戈佐，是一个存在于1798年—1801年（法国大革命战争期间）的未受国际普遍承认国家，位于戈佐岛。首都是拉巴特（今马耳他维多利亚）。
1798年9月2日，法占马耳他的马耳他岛发生起义；3日，邻近的戈佐岛也发生起义。同年10月28日—29日，戈佐岛的起义者建立戈佐国。该国名义上实行君主制，承认西西里国王费迪南多三世的权威，实际上由总督萨韦里奥·卡萨尔领导的临时政府执政。1801年8月20日，该国被并入英国下属的马耳他保护国。